# Ходжа Насреддин (мультфильм, 1977)
«Ходжа Насреддин» — советский рисованный мультипликационный фильм, снятый в 1977 году режиссёром-мультипликатором Эмонуэлем Калонтаровым.

## Сюжет
Ходжа Насреддин приезжает в родной город. Там он покупает и растит больного барашка. А между тем, его сосед бай пытается украсть барашка.

## Съёмочная группа
- Режиссёр: Эмонуэль Калонтаров
- Автор сценария: Жанна Витензон
- Художники-постановщики: Ю. Петров, А. Хамдамов
- Художники-мультипликаторы: Мавзур Махмудов, С. Иногамов, И. Турсунов, С. Шим
- Художники: А. Александрова, М. Акрамова, В. Маренкова, К. Цой, Н. Тищенко
- Оператор: А. Мурракамов
- Звукооператор: Н. Шадиев
- Композитор: Румиль Вильданов
- Монтажёр: М. Макарова
- Редактор: Э. Аитова
- Художественный руководитель: Б. Бутаков
- Текст песен: А. Файнберг

## Роли озвучивали
- Борис Рунге — Ходжа Насреддин
- Анатолий Папанов — бай, сосед Насреддина
- Вячеслав Невинный — слуга бая/продавец барашка
- Всеволод Абдулов — Ходжа Насреддин (вокал)